# Myodocarpus
Myodocarpus là một chi thực vật thuộc họ Myodocarpaceae.

## Các loài
Chi này có các loài sau (tuy nhiên danh sách này có thể chưa đủ):
- Myodocarpus angustialatus Lowry, ined.
- Myodocarpus crassifolius Dubard & R.Vig., 1904
- Myodocarpus fraxinifolius Brongn. & Gris, 1866
- Myodocarpus gracilis (Dubard & R.Vig.) Lowry, 2004
- Myodocarpus involucratus Dubard & R.Vig., 1904
- Myodocarpus lanceolatus Dubard & R.Vig. ex Guillaumin, 1908
- Myodocarpus pinnatus Brongn. & Gris, 1861
- Myodocarpus simplicifolius Brongn. & Gris, 1861
- Myodocarpus vieillardii Brongn. & Gris, 1866